# Língua mom
A língua mom (မွန်ဘာသာlistenⓘ; မွန်ဘာသာစကားlistenⓘ) é um idioma austro-asiático falado pelos mons, que vivem na Birmânia (Mianmar) e Tailândia no vale do rio Irauádi, Irauádi. O mom, como a relacionada língua quemer, mas ao contrário da maioria línguas na Indochina não é tonal. Atualmente o mom é falado por aproximadamente um milhão de pessoas, porém nos últimos anos, o uso de mom diminuiu rapidamente, especialmente entre a geração mais jovem. Muitos étnicos mons são monolíngues em birmanês. Na Birmânia, a maioria dos falantes vivem no Estado de Mon, seguido da Região de Tanintharyi e no Estado de Kayin.

## História
Mon é uma língua importante na história da Birmânia. Até o século XII, era a língua franca do vale do Irauádi, não apenas nos reinos mons do vale inferior Irrawaddy, mas também no Reino de Pagan (Bagan) localizado rio acima. O mom, especialmente a escrita mom, continuou a ser o idioma principal, mesmo após a queda do reino de Thaton para Pagan em 1057. O rei de Pagan Kyanzittha, admirava a cultura mom e a língua mom foi incentivada. A escrita mom foi adotada para a língua  birmanesa durante o seu reinado.
Kyanzittha deixou muitas inscrições em mom durante este período, no qual foi esculpida a pedra de Myazedi, que contém inscrições idênticas de uma história em pali, pyu, mom e birmanês.
No entanto, após a morte de Kyansittha, o uso da língua mom declinou entre os Bamar e o idioma birmanês começou a substituir o mom e o Pyu como língua franca.

### Detalhes
A antiga língua mom pode ter sido escrita em pelo menos duas escritas diferente. A escrita antiga mom de Dvaravati (atual Tailândia central), derivado da Grantha, foi conjeturalmente datada dos séculos VI a VIII d.C. A segunda escrita antiga mom foi usada no que é agora Baixa Birmânia (baixo Mianmar), e acredita-se que tenha sido derivada da escrita Kadamba ou Grantha. De acordo com estudos gerais do período colonial, a escrita Dvaravati foi o pai do mom Birmanês, que, por sua vez, foi o pai da antiga língua birmanesa e da escrita mom de Haripunchai (atual Tailândia do norte). No entanto, não existe nenhuma evidência arqueológica ou qualquer outro tipo de prova de que as escritas Dvaravati e mom birmanês estejam relacionados. A evidência existente mostra apenas que o Birmanês foi derivado da antiga escrita birmanesa antiga, não de Dvaravati. (A mais antiga evidência do antigo Birmanês é com toda certeza de 1035, enquanto que uma gravação em pedra (era pagã) indicaria 984. O primeiro mom Birmanês datada com segurança é 1093 em Prome, enquanto outras duas datas "designadas" do antigo Birmânes são 1049 e 1086.)
No entanto, o argumento de Aung-Thwin de que o escrita birmanesa forneceu a base para o escrita mom da Birmânia depende da tese geral de que a influência de mom sobre a cultura birmanesa é exagerada. De acordo com Aung-Thwin, o atraso da Baixa da Birmânia e do delta de Irrawady, em comparação com a parte superior da Birmânia durante o período pagão, e a falta de presença de mom verificável na Baixa-Birmânia durante esse período, implica que o mom não poderia ter influenciado uma civilização com sofisticado. De acordo com a refutação de Aung-Thwin de Stadtner, esses pressupostos não são respaldados por evidências arqueológicas. Os pedaços de cerâmica de Winka, 28 km, ao noroeste de Thaton, traz inscrições em mom que foram datadas paleograficamente ao século VI. Além disso, ao contrário da afirmação de Aung-Thwin de que a escrita mom da Birmânia não pode ser atribuído à escrita usada em Dvaravati por causa de um intervalo de quatro séculos entre a primeira aparição do primeiro e a última aparição da última inscrição mom após o Dvaravati, o período contemporâneo com as inscrições de mom Pagãs apareceu onde as inscrições de mom apareceram anteriormente no registro epigráfico, como no norte da Tailândia e no Laos. Tal distribuição, em conjunto com a evidência arqueológica da presença de mom e inscrições na Baixa da Birmânia, sugere um espaço cultural monumento contíguo na Baixa-Birmânia e na Tailândia. Além disso, há características específicas do mom birmanês que foram transferidas das primeiras inscrições de mom. Por exemplo, a letra da vogal အ foi usada em mom como uma letra “consoante zero” para indicar palavras que começam com uma oclusiva glotal. Essa característica foi certificada pela primeira vez em birmanês no século XII, e depois do século X, e tornou-se uma prática padrão para escrever palavras nativas, começando com uma oclusiva glotal. Em contraste com o birmanês, mom usa apenas a letra de consoante zero para sílabas que não podem ser anotadas por uma letra de vogal. Embora as inscrições de mom do Dvaravati difiram das inscrições mom do início do segundo milênio, as convenções ortográficas conectam-na às inscrições do mom de Dvaravati e separam-se de outras escritas usadas na região. Dado que o birmanês é primeiro atestado durante a era pagã, a continuidade das convenções ortográficas nas inscrições mom e as diferenças entre a escrita Pyu e a escrita usada para escrever mom e Birmanês, o consenso acadêmico atribui a origem da escrita birmanesa à mom. O Pyu em si mostra amplas variações estilísticas, como a inscrição de Myazedi que mostra influência estilística do mom e do Birmanês, enquanto as inscrições mais antigas do Estado de Arracão mostram afinidades com a escrita  Siddham do norte da Índia.
A caligrafia do mom moderna segue a do moderno birmanês. A caligrafia birmanesa seguiu originalmente um formato quadrado, mas o formato cursivo se apoderou do século VII, quando a escrita popular levou ao uso mais amplo de folhas de palmeira e papel dobrado, conhecido como "parabaiks". T Ele escrita sofreu modificações consideráveis para se adequar à evolução da fonologia da língua birmanesa, mas outras letras e diacríticos foram adicionados para adaptá-la a outras línguas; Os alfabetos Shan e Karen, por exemplo, requerem marcadores de tom adicionais.
Em 2013, foi anunciado que a Than Lwin Times começariam a publicar notícias na língua mom, tornando-se a primeira publicação em idioma mon no Mianmar desde 1962.

## Dialetos
O mom tem três dialetos primários na Birmânia, provenientes das várias regiões que os Mon habitam. Eles são os dialetos centrais (áreas que cercam Mottama e Moulmein, Pegu e Ye, Mon. Todos são mutuamente inteligíveis. O Mon Tailandês tem algumas diferenças dos dialetos birmaneses, mas são mutuamente inteligíveis.Ethnologue lista os dialetos Martaban-Moulmein (Mon Central, Mon Te), Pegu (Mon Tang, Northern Mon) ed Ye (mom Nia, mom Sul), com alta inteligibilidade entre eles.

## Escrita
A escrita mom é derivada da escrita brami.
A antiga escrita mom, a qual data do século VI, com as primeiras inscrições encontradas em Nakhon Pathom e Saraburi Tailândia). Pode ser a escrita ancestral do moderno mom (ou mom birmanês) moderno, embora não se tenha demonstrado ligação entre a antiga escrita Mon de Dvaravati e Bo urma mom. A evidência arqueológica existente mostra que o mom birmanês derivou do alfabeto birmanês, não o contrário. O alfabeto Mon moderno, no entanto, utiliza várias letras e diacríticos que não existem em birmanês, como o diacrítico de horizontal para medial 'l', que é colocado abaixo da letra.
Há uma grande discrepância entre as formas escritas e faladas de mom, com uma única pronúncia podendo ter várias grafias. A escrita Mon usa bastante emplhamento de consoantes para representar grupos consonantais da língua.
O alfabeto Mon contém 35 consonantes (incluindo a [[consoante nula]), como se segue, Com consoantes pertencentes ao registro respirante indicadas em cinza:
| က k (/kaˀ/) | ခ kh (/kʰaˀ/) | ဂ g (/kɛ̀ˀ/) | ဃ gh (/kʰɛ̀ˀ/) | ၚ ṅ (/ŋɛ̀ˀ/)     |
| စ c (/caˀ/) | ဆ ch (/cʰaˀ/) | ဇ j (/cɛ̀ˀ/) | ၛ jh (/cʰɛ̀ˀ/) | ဉ / ည ñ (/ɲɛ̀ˀ/) |
| ဋ ṭ (/taˀ/) | ဌ ṭh (/tʰaˀ/) | ဍ ḍ (/ɗaˀ/) | ဎ ḍh (/tʰɛ̀ˀ/) | ဏ ṇ (/naˀ/)     |
| တ t (/taˀ/) | ထ th (/tʰaˀ/) | ဒ d (/tɛ̀ˀ/) | ဓ dh (/tʰɛ̀ˀ/) | န n (/nɛ̀ˀ/)     |
| ပ p (/paˀ/) | ဖ ph (/pʰaˀ/) | ဗ b (/pɛ̀ˀ/) | ဘ bh (/pʰɛ̀ˀ/) | မ m (/mɛ̀ˀ/)     |
| ယ y (/jɛ̀ˀ/) | ရ r (/rɛ̀ˀ/)   | လ l (/lɛ̀ˀ/) | ဝ w (/wɛ̀ˀ/)   | သ s (/saˀ/)     |
| ဟ h (/haˀ/) | ဠ ḷ (/laˀ/)   | ၜ b (/baˀ/) | အ a (/ʔaˀ/)   | ၝ mb (/bɛ̀ˀ/)    |

Na escrita mom, as consoantes pertencem a um dos dois registros: “claro” e “respirante”, cada um dos quais tem diferentes vogais e pronúncias inerentes para o mesmo conjunto de diacríticos. Por exemplo,  က, que pertence ao registro claro, é pronunciado  / kaˀ /, enquanto  ဂ é pronunciado  / kɛˀ /, para acomodar a complexidade da vogal da fonologia mom. A adição de diacríticos torna isso óbvio. Enquanto em birmanês, as ortografias com os mesmos diacríticos rimam, em mom, isso depende do registro inerente da consoante. Alguns exemplos estão listados abaixo:
- က + ဳ → ကဳ, pronúncia /kɔe/
- ဂ + ဳ → ဂဳ, pronúncia /ɡì/
- က + ူ → ကူ, pronúncia /kao/
- ဂ + ူ → ဂူ, pronúncia /ɡù/

Mon usa as mesmas combinações diacríticas e os diacríticos que no birmanês para representar as vogais, com a adição de alguns diacrímicos únicos do mom, incluindo ဴ (/ɛ̀a/), and ဳ (/i/), enquanto que o diacrítico ိ representa /ìˀ/. Também, ဨ (/e/) é usado em lugar de ဧ, como em Birmanês.
A linguagem Mon teve 8 mediais, da seguinte forma:္ၚ (/-ŋ-/), ၞ (/-n-/), ၟ (/-m-/), ျ (/-j-/), ြ (/-r-/), ၠ (/-l-/), ွ (/-w-/), and ှ (/-hn-/). As consoantes finais são indicadas com a "virama" (diacrítico do Brami) (်), como em Birmanês. Além disso, o empilhamento de consoantes é possível nas grafias de mom, particularmente em vocabilário derivado do Sânscrito e do [Páli]].

## Fonologia

### Consoantes
|           | Bilabial | Dental | Palatal | Velar | Glotal |
| --------- | -------- | ------ | ------- | ----- | ------ |
| Oclusiva  | p pʰ ɓ   | t tʰ ɗ | c cʰ    | k kʰ  | ʔ      |
| Fricativa |          | s      | ç 1     |       | h      |
| Nasais    | m        | n      | ɲ       | ŋ     |        |
| Sonorante | w        | l, r   | j       |       |        |

1/ç/ existe somente em palavras oriundas da língua birmanesa.

### Vogais
|              | Frontal | Central | Posterior |
| Fechada      | i       |         | u         |
| Meio fechada | e       | ə       | o         |
| Meio aberta  | ɛ       | ɐ       | ɔ         |
| Aberta       | æ       | a       |           |

## Aspectos fonológicos
Ao contrário das línguas circundantes, Birmanês e Tailandês, Mon não é uma língua tonal. Como em muitas línguas do mom-quemer, mom usa um sistema de fonação ou registro vocálico em que a qualidade da voz em pronunciar a vogal tem função fonêmica. Existem dois registros em mom:
1. Clara  (modal), analisada por vários linguistas como variando do mais e comum ao bem gutural
2. Respirada, com as vogais com uma qualidade de respiração distinta

Um estudo envolvendo falantes de um dialeto Mon na Tailândia descobriu que, em alguns ambientes silábicos, as palavras com uma vogal de voz respirada são significativamente mais baixas (graves) do que palavras semelhantes com uma contrapartida de vogal clara. Embora a diferença de tonicidade em determinados ambientes seja significativa, não há pares mínimos que se distinguem unicamente pelo tom. O mecanismo contrastivo é a fonação da vogal.

## Sintaxe

### Verbos e frases verbais
Mon verbs do not inflect for person.  Tense is shown through particles.
Some verbs have a morphological causative, which is most frequently a /pə-/ prefix (Pan Hla 1989:29):
| Verbo não derivado | Tradução      | Verbo causativo | Tradução |
| ------------------ | ------------- | --------------- | -------- |
| chɒt               | morrer        | kəcɒt           | matar    |
| lɜm                | ser destruído | pəlɒm           | destruir |
| khaɨŋ              | estar firma   | pəkhaɨŋ         | firmar   |
| tɛm                | saber         | pətɛm           | informar |

### Singular e Plural
Os substantivos do Mon não variam para o número. Ou seja, eles não têm formas separadas para singular e plural:
|           | ၁     |               |
| sɔt pakaw | mòa   | mèa           |
| maça      | um(a) | classificador |

'uma maçã'
|           | ၂              |               |
| sɔt pakaw | ɓa             | mèa           |
| maça      | dois (duas)two | classificador |

'duas maçãs'

#### Adjetivos
Adjetivos seguem o substantivo (Pan Hla p. 24):
| prɛa   | ce     |
| mulher | bonita |

'mulher bonita'

#### Demonstrativos
Demonstrativos seguem o substantivo:
| ŋoa      | nɔʔ  |
| dia      | este |
| este dia |      |

#### Classificadores
Como muitas outras línguas do Sudeste Asiático, Mon tem classificadores que são usados quando um substantivo aparece com um numeral. A escolha do classificador depende da semântica do substantivo envolvido.
| IPA      | kaneh  | mòa | tanəng        |
| Tradução | caneta | uma | classificador |

'uma caneta'
| IPA      | chup   | mòa | tanɒm         |
| Tradução | árvore | one | classificador |

'uma árvore'

### Preposições e frases proposicionais
Mon é uma língua a preposicional
| ɗoa       | əma |
| 'no lago' |     |

### Sentenças
A ordem das palavras comum para sentenças em Mon é sujeito-verbo-objeto, como nos exemplos a seguir
| Mon      | အဲ   | ရာန်              | သ္ၚု   | တုဲ          | ယျ          |
| IPA      | ʔoa | ran             | hau  | toa        | ya.        |
| Tradução | Eu  | comprar (pret.) | rice | completivo | afirmativo |

'Eu comprei arroz.'
| Mon      | ညး         | တံ      | ဗ္တောန်             | ကဵု    | အဲ         | ဘာသာ     | အၚ်္ဂလိက်    |
| IPA      | Nyeh      | tɔʔ    | paton           | kɒ   | ʔua       | pàsa   | ʔengloit |
| Tradução | 3ª pessoa | plural | ensinar (pret.) | para | 1ª pessoa | língua | Inglês   |

'Eles me ensinaram inglês.'

### Interrogação
Perguntas Sim - Não não mostradas com uma partícula final  ha {|
!Mon
|ဗှ်ေ
|စ
|ပုင်
|တုဲ
|ယျ
|ဟာ
|-
!IPA
|ɓè
|shea
|pəng
|toa
|ya
|har?
|-
!Tradução
|você
|comer
|arroz
|com
|afirmativo
|pergunta
|}
‘Você comeu arroz?’
| Mon      | အပါ  | အာ  | ဟာ        |
| IPA      | əha | a  | ha?      |
| Tradução | pai | ir | pergunta |

‘O pai vai?’ (Pan Hla, p. 42)
Perguntas com “Q” mostram uma partícula final diferente,  rau . A palavra interrogativa não se move necessariamente para a frente da frase:
| Mon      | တၠ အဲ     | ကြာတ်ကြဴ      | မူ          | ရော    |
| IPA      | Tala oa | kratkraw | mu         | raw? |
| Tradução | você    | lavo quê | Pergunta Q |      |

'O que você lavou?'